# Chapelle Saint-Marcellin de Boulbon
La chapelle Saint-Marcellin de Boulbon est une chapelle romane située à Boulbon  dans le département français des Bouches-du-Rhône en région Provence-Alpes-Côte d'Azur.

## Localisation
La chapelle, située dans le cimetière au nord-ouest du village, occupe une hauteur d'où elle domine la plaine. On y accède par une allée bordée de pins.

## Historique
L'édifice actuel a été précédé par une église du XIe siècle dont la façade occidentale a conservé quelques traces : une fenêtre géminée surmontée d'un chrisme, d'une main bénissante et d'un agneau crucifère. 
La chapelle romane actuelle date de la seconde moitié du XIIe siècle : il s'agissait d'un prieuré de l'abbaye de Cendrars, attesté dès 1198. Sur le contrefort droit de la chapelle est gravée la date de 1175 qui doit correspondre à sa consécration.
En 1456, la chapelle passa sous la gouverne du chapitre Saint-Agricol d'Avignon et posséda, par la suite, le Retable de Boulbon, désormais exposé au musée du Louvre. 
Elle resta église paroissiale jusqu'en 1628.
Elle fait l'objet d'un classement au titre des monuments historiques depuis le 21 décembre 1904.

## Architecture
La chapelle est entièrement édifiée en pierre de taille sauf la façade occidentale, qui est construite en partie en pierre de taille et en partie en moellon.
La chapelle, soutenue par de puissant contreforts, est surmontée d'un petit clocher carré et se termine par un chevet semi-circulaire, peu visible à cause de ses dimensions modestes et des sépultures qui l'entourent.    Elle est recouverte d'ardoise sauf le chevet qui est recouvert de tuiles romaines.
La façade occidentale, peu visible à cause du manque de recul, est percée de la fenêtre géminée mentionnée plus haut et d'un oculus entouré de deux baies rectangulaires.

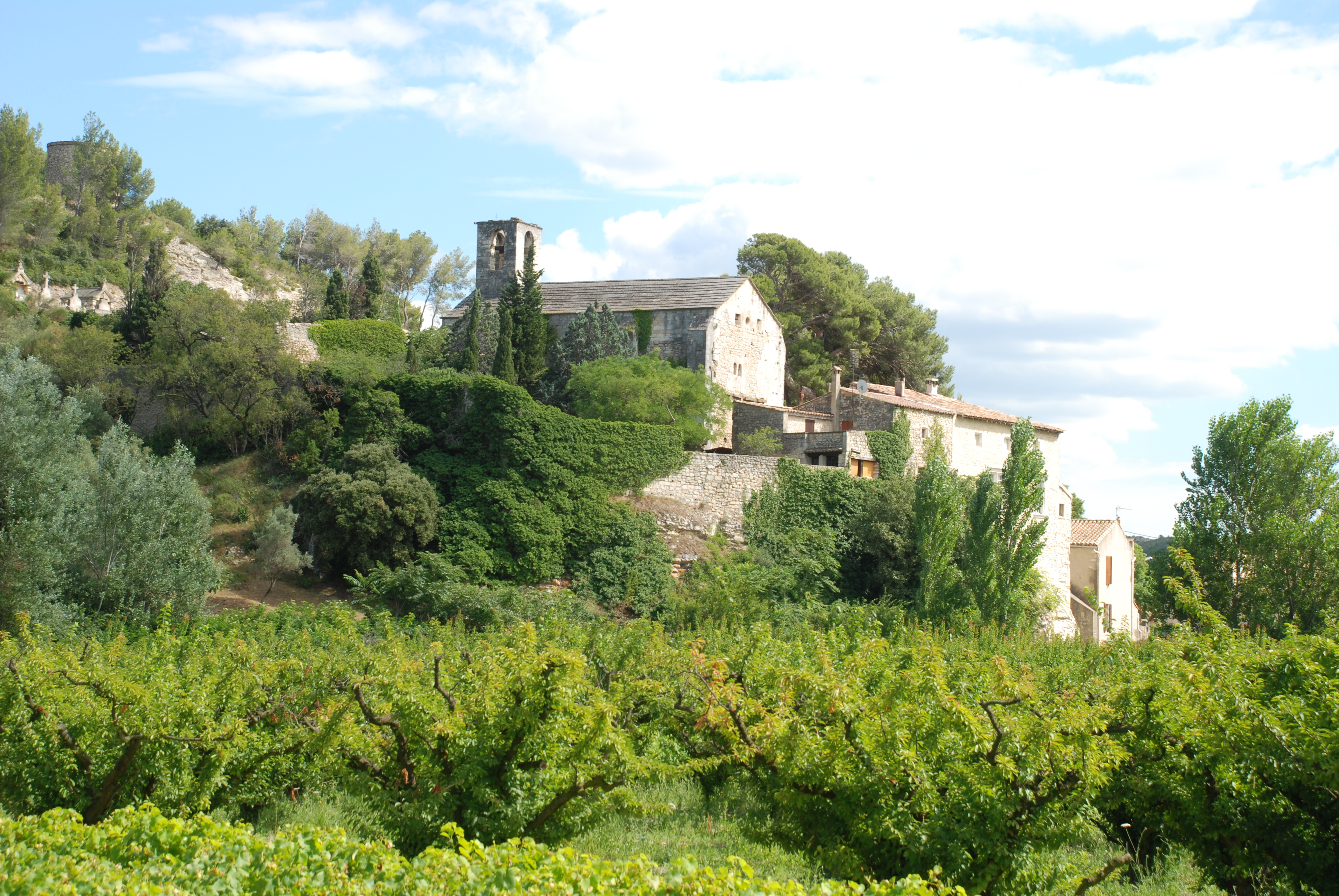
La chapelle vue de la plaine.
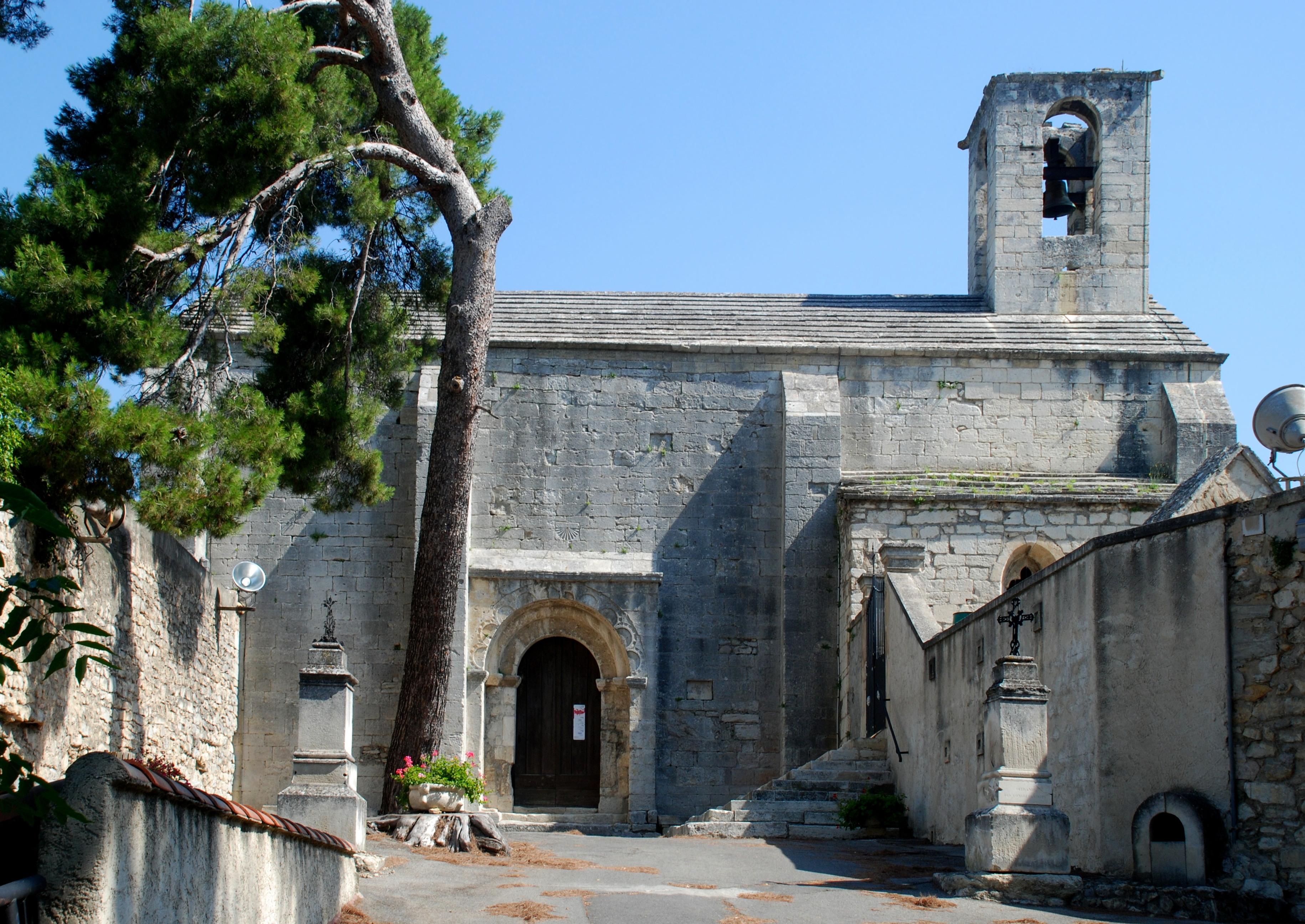
La chapelle vue de l'allée.

## Le portail méridional
L'élément le plus intéressant de la chapelle est sans conteste son portail méridional surmonté d'un arc à voussure polylobée, variante de l'arc polylobé hérité de l'architecture omeyyade de Cordoue.
L'arc polylobé se répandit dans l'architecture romane française par le biais de l'influence des pèlerins le long des grandes routes françaises du Pèlerinage de Saint-Jacques-de-Compostelle. 
On vit apparaître dans l'art roman français une variante de portail présentant non pas un intrados polylobé mais une archivolte polylobée, dont on trouve un exemple sur la façade occidentale de l'église de Bains, village situé le long de la Via Podiensis au sud-ouest du Puy-en-Velay, ainsi que sur la façade méridionale de la chapelle Saint-Marcellin de Boulbon, qui est située le long du tronçon occidental de la Via Francigena (ou chemin de Saint-Jacques des Italiens) qui reliait Arles à Turin.
Le portail présente une autre caractéristique remarquable : la petite frise de dents d'engrenage qui borde l'arc polylobé.
Il faut enfin noter l'asymétrie des chapiteaux, ceux de gauche étant ornés d'une frise en damier alors que ceux de droite sont simplement moulurés.

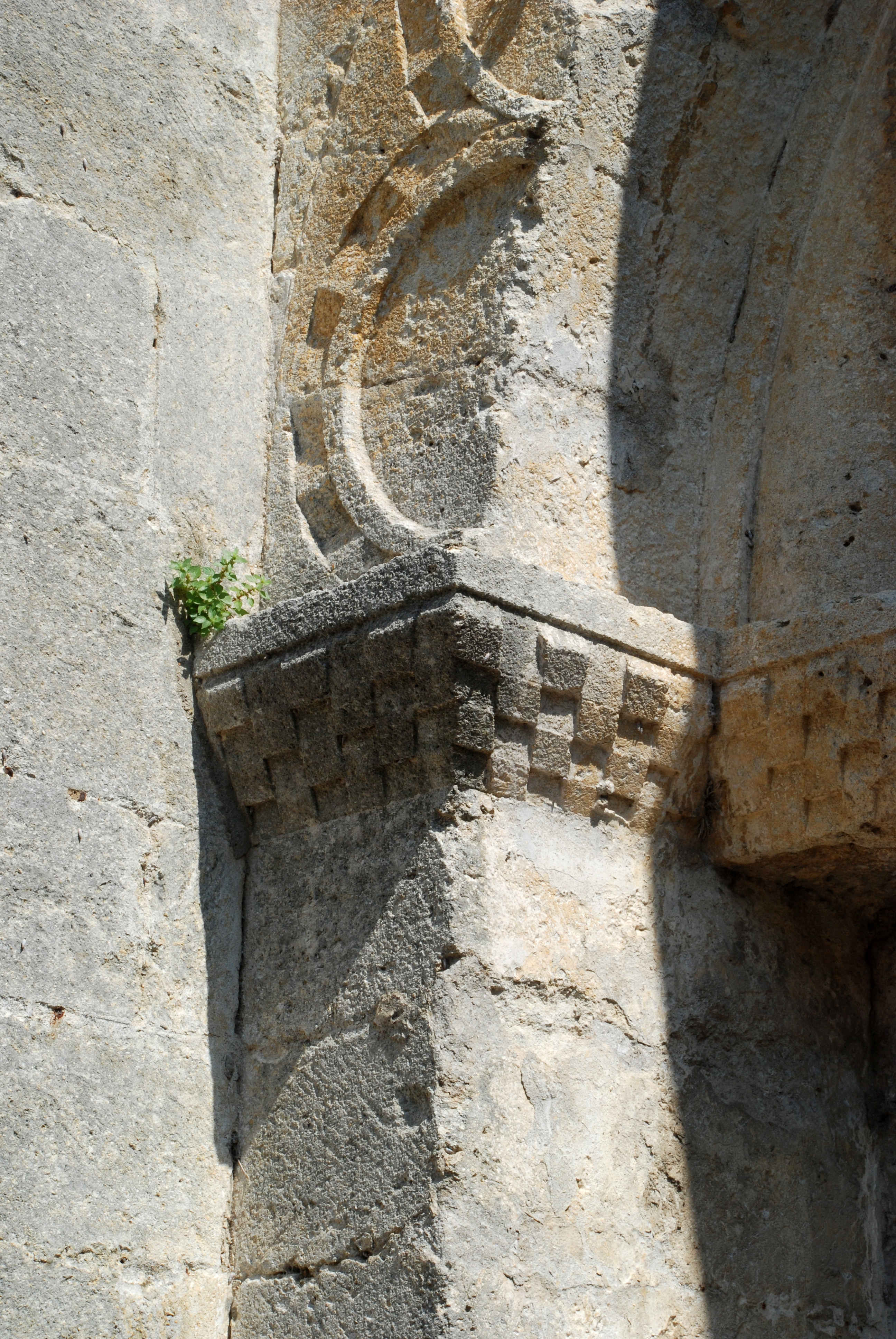
Chapiteau à frise en damier.
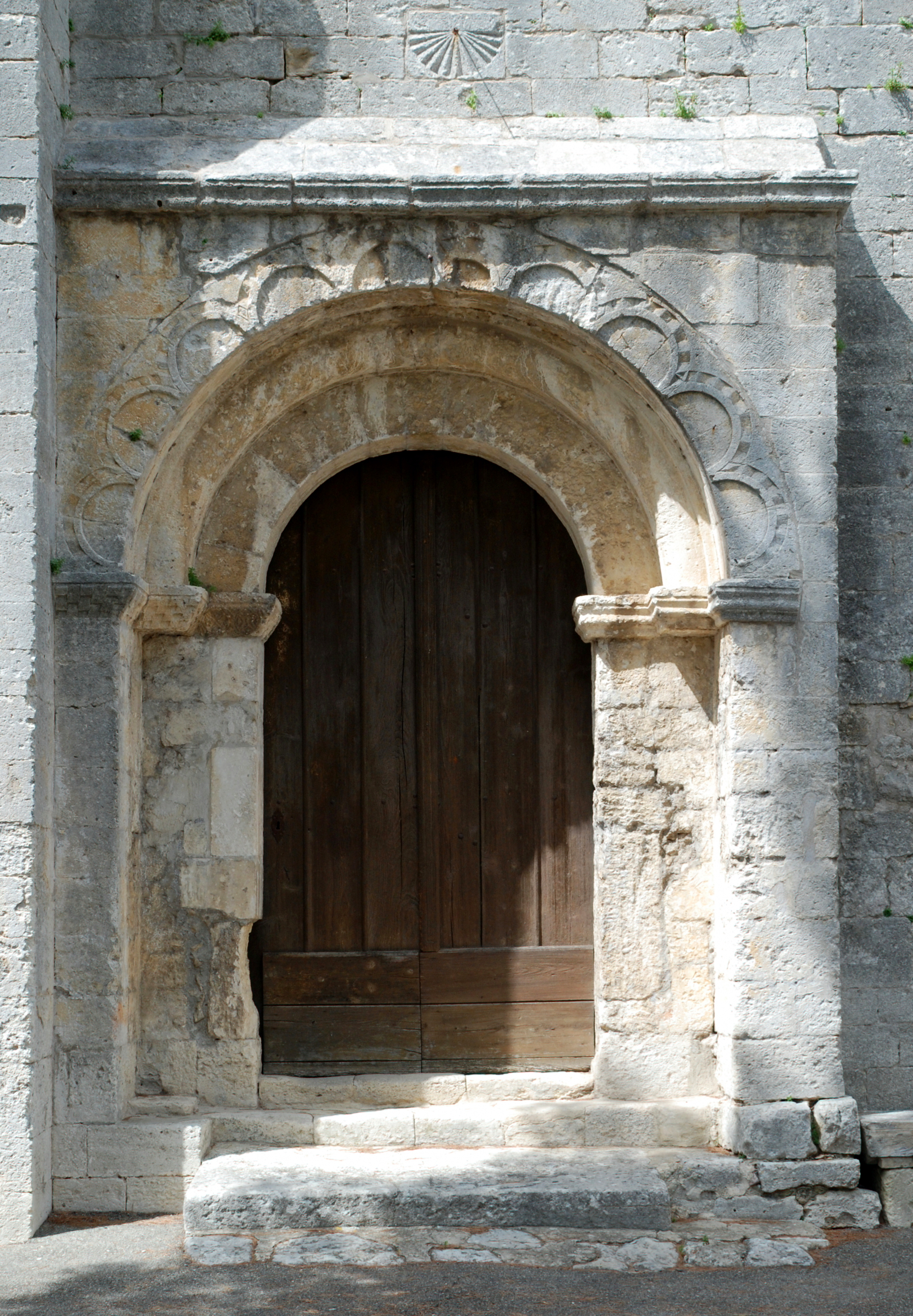
Le portail méridional.
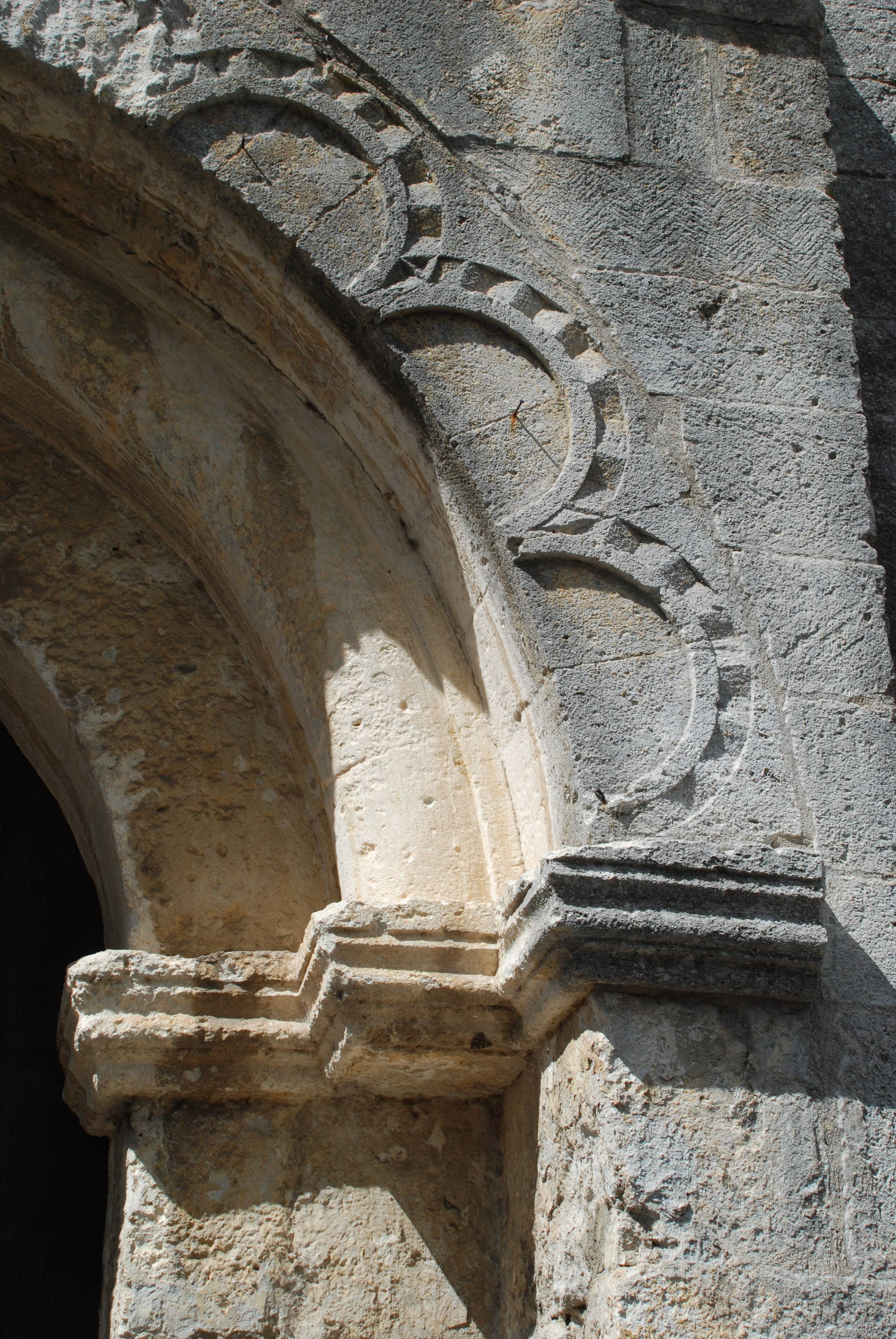
Détail de l'arc à voussure polylobée.
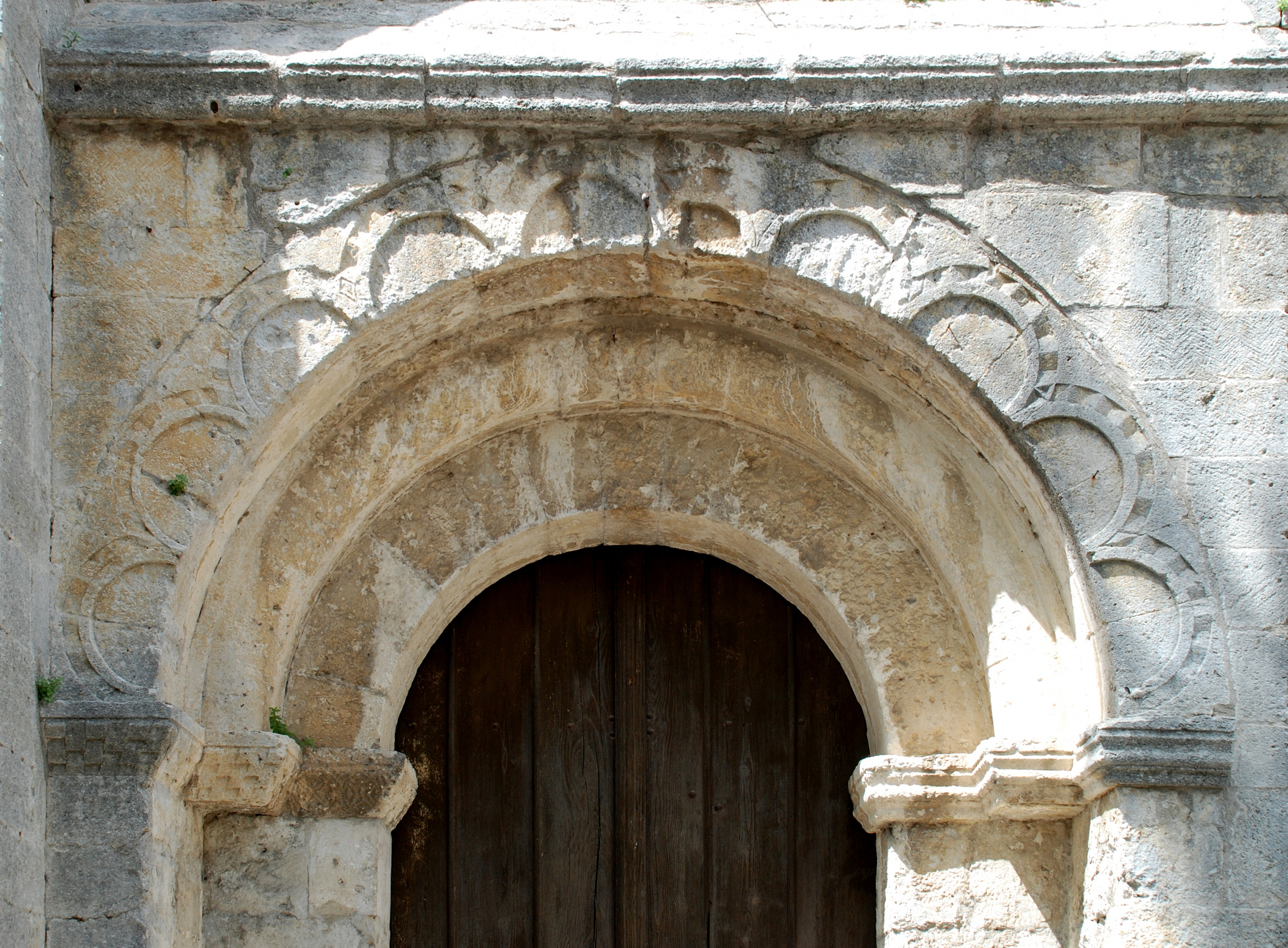
L'arc à voussure polylobée et la frise de dents d'engrenage du portail.

## Décoration intérieure
Dans une chapelle collatérale, se trouve un enfeu seigneurial daté du XIVe siècle et orné d'un gisant entouré de pleureuses.  